# Auguste-Denis Fougeroux de Bondaroy
Auguste-Denis Fougeroux de Bondaroy (Parigi, 10 ottobre 1732 – Parigi, 28 dicembre 1789) è stato un botanico francese.

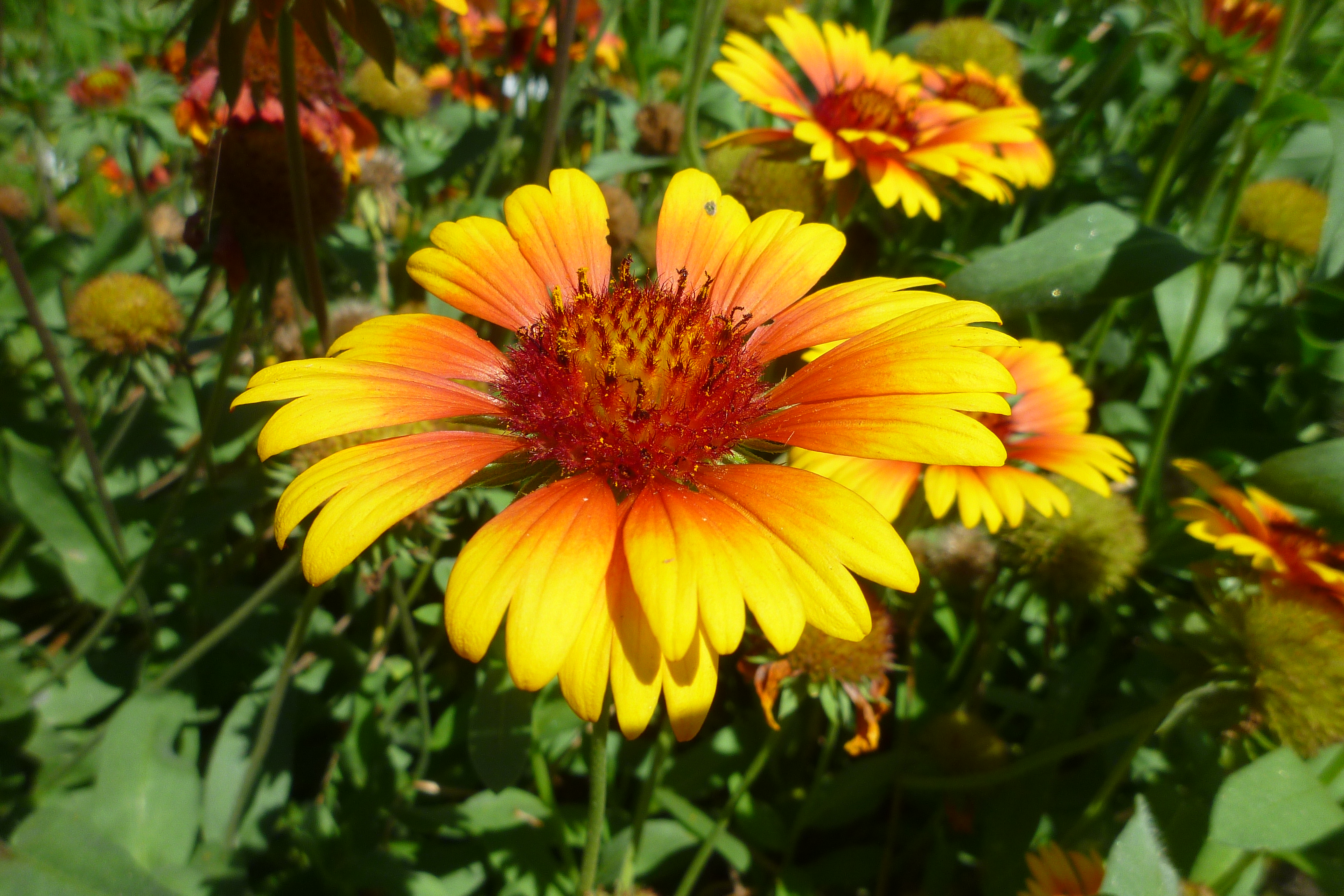
Gaillardia pulchella

Era un nipote del botanico e ingegnere Henri Louis Duhamel du Monceau. Dal 1758 fu membro dell'Accademia francese di scienze di Parigi. Nel 1783 fu eletto membro della Royal Society of Edinburgh. I generi Fougeria e Fougerouxia dalla famiglia delle margherite (Asteraceae) sono dedicati al suo nome.

## Opere
- 1752: Art de travailler les Cuirs dorés et argentées.
- 1762: Art de Tirer des Carrières la Pierre d'Ardoise, de la Fendre et de la Tailler.
- 1763: Mémoire sur la formation des os.
- 1763: Art du Tonnelier.
- 1773: Observations faites sur les côtes de Normandie.